# Women's Rock Cup
La Women's Rock Cup (en español Copa femenina de la Roca) es la copa nacional de fútbol femenino de Gibraltar. En ella juegan todos los clubes participantes de la Gibraltar Women's League.
Inicialmente se empezó a practicar el fútbol sala el cual adquirió mucha popularidad entre las gibraltareñas, quienes unos años más tarde crearon el Torneo Juan Chipol, la copa de fútbol sala femenino que se juega durante todos los veranos desde su creación. Además se creó una liga en la que cada equipo jugaba con siete jugadoras. Años después se amplió a once el número de jugadoras por equipo, lo cual produjo que tan solo tres equipos empezaran a participar en la liga. Como consecuencia el fútbol femenino fue reestructurado, el número de jugadoras se redujo a nueve y se creó la Women's Rock Cup, una copa de fútbol femenino parecida a su semejante masculino.
Con la admisión de Gibraltar en la UEFA el entusiasmo creció entre la población y las jugadoras. Desde entonces, la Asociación de Fútbol de Gibraltar, a través de su programa de desarrollo y de fútbol base, se ha encargado de visitar a diversas escuelas en Gibraltar con el fin de promover el deporte, e incluso ha creado el programa Fun Friday's (Viernes divertidos) con el fin de tener un espacio donde las niñas de entre cinco y doce años se relacionen con el fútbol.

## Sistema de competición
Tradicionalmente, por ser un torneo de copa, se juega por eliminación directa a un solo partido. Sin embargo en la edición 2017, dada la cantidad de clubes, el torneo contó con un fase previa, dicha fase constó de un grupo único integrado por tres clubes. Los tres clubes jugaron entre sí bajo el sistema de todos contra todos dos veces. Al final de esta fase, los dos primeros de la tabla de posiciones se clasificaron para jugar la final.

## Participantes del torneo
| 2015                   | 2015             | 2015                   |
| Cuartos de final       | Cuartos de final | Cuartos de final       |
| ---------------------- | ---------------- | ---------------------- |
| Manchester 62 Ladies   | 3 – 1            | Europa Ladies          |
| Semifinales            |                  |                        |
| Glacis United Ladies   | 0 – 17           | Manchester 62 Ladies   |
| Lincoln Ladies         | 5 – 6            | Lions Gibraltar Ladies |
| Final                  |                  |                        |
| Lions Gibraltar Ladies | 0 – 1            | Manchester 62 Ladies   |

| 2016                   | 2016        | 2016                 |
| Semifinales            | Semifinales | Semifinales          |
| ---------------------- | ----------- | -------------------- |
| Lions Gibraltar Ladies | 2 – 1       | Europa Ladies        |
| Lincoln Ladies         | 3 – 0       | Manchester 62 Ladies |
| Tabla de posiciones    |             |                      |
| Final                  |             |                      |
| Lions Gibraltar Ladies | 0 – 1       | Lincoln Ladies       |

| El torneo, se jugará en dos etapas. En la primera participaran los tres equipos en una fase de grupos, jugando partidos todos contra todos. Los dos primeros se clasificaron a la final donde se enfrentaron. Lincoln Ladies se proclamó campeón luego de vencer a Lions Ladies. - Actualizado el 27 de marzo de 2017.                                      |                |                |    |    |    |    |    |    |      |
| Partidos |                |                |    |    |    |    |    |    |      |
| Lincoln Ladies | 0 – 0          | Lions Ladies   |    |    |    |    |    |    |      |
| Lincoln Ladies | 3 – 2          | Europa Ladies  |    |    |    |    |    |    |      |
| Lions Ladies | 3 – 1          | Europa Ladies  |    |    |    |    |    |    |      |
| Tabla de posiciones |                |                |    |    |    |    |    |    |      |
| \| Pos. \| Equipo \| PJ \| PG \| PE \| PP \| GF \| GC \| DG \| Pts. \| \| ---- \| -------------- \| -- \| -- \| -- \| -- \| -- \| -- \| -- \| ---- \| \| 1 \| Lions Ladies \| 2 \| 1 \| 1 \| 0 \| 3 \| 1 \| +2 \| 4 \| \| 2 \| Lincoln Ladies \| 2 \| 1 \| 1 \| 0 \| 3 \| 2 \| +1 \| 4 \| \| 3 \| Europa Ladies \| 2 \| 0 \| 0 \| 2 \| 3 \| 6 \| –3 \| 0 \| |                |                |    |    |    |    |    |    |      |
| Final |                |                |    |    |    |    |    |    |      |
| Lions Ladies | 0 – 1          | Lincoln Ladies |    |    |    |    |    |    |      |
| Pos. | Equipo         | PJ             | PG | PE | PP | GF | GC | DG | Pts. |
| 1 | Lions Ladies   | 2              | 1  | 1  | 0  | 3  | 1  | +2 | 4    |
| 2 | Lincoln Ladies | 2              | 1  | 1  | 0  | 3  | 2  | +1 | 4    |
| 3 | Europa Ladies  | 2              | 0  | 0  | 2  | 3  | 6  | –3 | 0    |

| 2018           | 2018  | 2018          |
| Final          | Final | Final         |
| -------------- | ----- | ------------- |
| Lincoln Ladies | 4 – 0 | Europa Ladies |

| 2019 | 2019  | 2019          |
| --- | ----- | ------------- |
| Por sorteo dos de los tres equipos jugaron la primera semifinal, mientras que el perdedor de esta y el equipo restante jugaron la segunda semifinal. Los ganadores de la semifinales jugaron la final. - Actualizado el 16 de marzo de 2020 |       |               |
| Semifinal 1 |       |               |
| Lincoln Ladies | 5 – 0 | Europa Ladies |
| Semifinal 2 |       |               |
| Lions Ladies | 5 – 1 | Europa Ladies |
| Final |       |               |
| Lincoln Ladies | 0 – 6 | Lions Ladies  |

## Lista de campeones
- antes: Sin datos. [cita requerida]

| Edición | Campeón              | Resultado | Subcampeón          |
| ------- | -------------------- | --------- | ------------------- |
| 2013    | Manchester 62 Ladies |           |                     |
| 2014    | Manchester 62 Ladies | 4 – 1     | St. Joseph's Ladies |
| 2015    | Manchester 62 Ladies | 1 – 0     | Lions Ladies        |
| 2016    | Lincoln Ladies       | 1 – 0     | Lions Ladies        |
| 2017    | Lincoln Ladies       | 1 – 0     | Lions Ladies        |
| 2018    | Lincoln Ladies       | 4 – 0     | Europa Ladies       |
| 2019    | Lions Ladies         | 6 – 0     | Lincoln Ladies      |
| 2021    | Lions Ladies         | 5 – 1     | Lynx Ladies         |

## Títulos por club
En la sección de clubes se muestra en negrita a los aún activos. En la sección de años en los que fue campeón se muestra en negrita el año en que, además, ganó la Women's League (doblete).
| Pos. | Club                 | Títulos | Años en los que fue campeón |
| ---- | -------------------- | ------- | --------------------------- |
| 1    | Lincoln Ladies       | 3       | 2016, 2017, 2018            |
| 2    | Manchester 62 Ladies | 3       | 2013, 2014, 2015            |
| 3    | Lions Ladies         | 2       | 2019, 2021                  |

## Estadísticas

### Goleadoras por temporada
| Temporada | Jugador            | Club                 | Goles |
| --------- | ------------------ | -------------------- | ----- |
| 2015      | Barranco Almida    | Manchester 62 Ladies | 6     |
| 2015      | Borrel             | Manchester 62 Ladies | 6     |
| 2016      | Zamara Espinoza    |                      | 1     |
| 2016      | Gynaika Mena       |                      | 1     |
| 2016      | Tiffany Viagas     | Lincoln Ladies       | 1     |
| 2016      | Marta Chacón Pérez |                      | 1     |
| 2016      | Roca               |                      | 1     |
| 2017      | Joelle Gilbert     | Lions Ladies         | 3     |
| 2018      | Laura Cortes Miñan | Lincoln Ladies       | 5     |
| 2019      | Kayleigh Ferro     | Lions Ladies         | 5     |
| 2021      | Mollie Karp        | Lions Ladies         | 11    |